# قه
قِه (کِه)، روستایی از توابع بخش نیاسر شهرستان کاشان در استان اصفهان ایران است.

## جمعیت
این روستا در دهستان کوه دشت قرار دارد و براساس سرشماری مرکز آمار ایران در سال ۱۳۸۵، جمعیت آن ۱۴۵ نفر (۵۸ خانوار) بوده است.

## معرفی قه (که)
این روستا از جاده ای در سه راه راوند - کاشان شروع و از سه راهی سوکچم به سمت سه راهی چنار (روستای سهراب سپهری) و به سمت برزآباد و در ادامه جاده به سمت قه و سار منشعب می‌شود. جاده از سه راهی راوند تا چنار ۴ بانده و اتوبان می‌باشد و از چنار تا قه ۲ بانده می‌باشد.
مزرعه فرح آباد در جنوب روستا قرار دارد و پوشیده از باغات انجیر می‌باشد.

### گلاب‌گیری
فصل گل و گلاب‌گیری همانند اکثر روستاهای کاشان در اردیبهشت است. اهالی گل‌های محمدی را در چاچب‌های خود جمع کرده و به کارگاه‌های گلاب‌گیری در سطح روستا می‌آورند. پس از مخلوط کردن گل‌ها با آب و جوشاندن آن، عصاره آن را در ظرف‌هایی جمع کرده و در شیشه‌هایی بسته‌بندی و برچسب زده و به بازار روانه می‌کنند.

### محصولات
صنایع‌دستی قه شامل قالیبافی است و فرش‌هایی با طرح کاشان در این روستا تولید می‌شود.
عسل از محصولات این روستا است.
محصولات کشاورزی قه شامل گردو، بادام، توت، گوجه‌سبز، زردآلو و گیلاس و انجیر می‌باشد.

### تأسیسات زیربنایی
یک قنات در شمال روستا قرار دارد و قنات دیگری در مزرعه فرح آباد در جنوب روستا قرار دارد محصولات روستا گردو - بادام و گندم است و محصول مزرعه فرح آباد انجیر می‌باشد.

### وضعیت ارتباطات
روستای قه دارای یک جاده اسفالته از ۳ راهی برزآباد به سمت روستا می‌باشد. کلیه معابر روستا اسفالته می‌باشد.
قه (که) دارای خطوط تلفن ثابت می‌باشد.

### بازی‌های محلی
همچنین بازی‌های محلی قه شامل پل و چفتو، آبده، هفت‌سنگ می‌باشد.

### مراسم مذهبی
مراسم محرم که
شامل روضه خوانی در ده روز اول محرم می‌باشد.

### اماکن فرهنگی
امام زاده عبدله در ابتدای روستا قرار دارد. کوه دختران سادات بنابر روایاتی جند دختر سادات از دست عمال سپاه عباسی فرار کرده و در این کوه به‌شکل سنگ درآمده‌اند ولی در اصل موضوع این است که این یک نشانه گنج بوده است که به آن طرف کوه اشاره دارد و وقتی به آن طرف کوه می‌رویم می بینیم که یک اتاق به متراژ ۱۲ متر را که پر از گنج بوده است خالی کرده‌اند

## نگارخانه

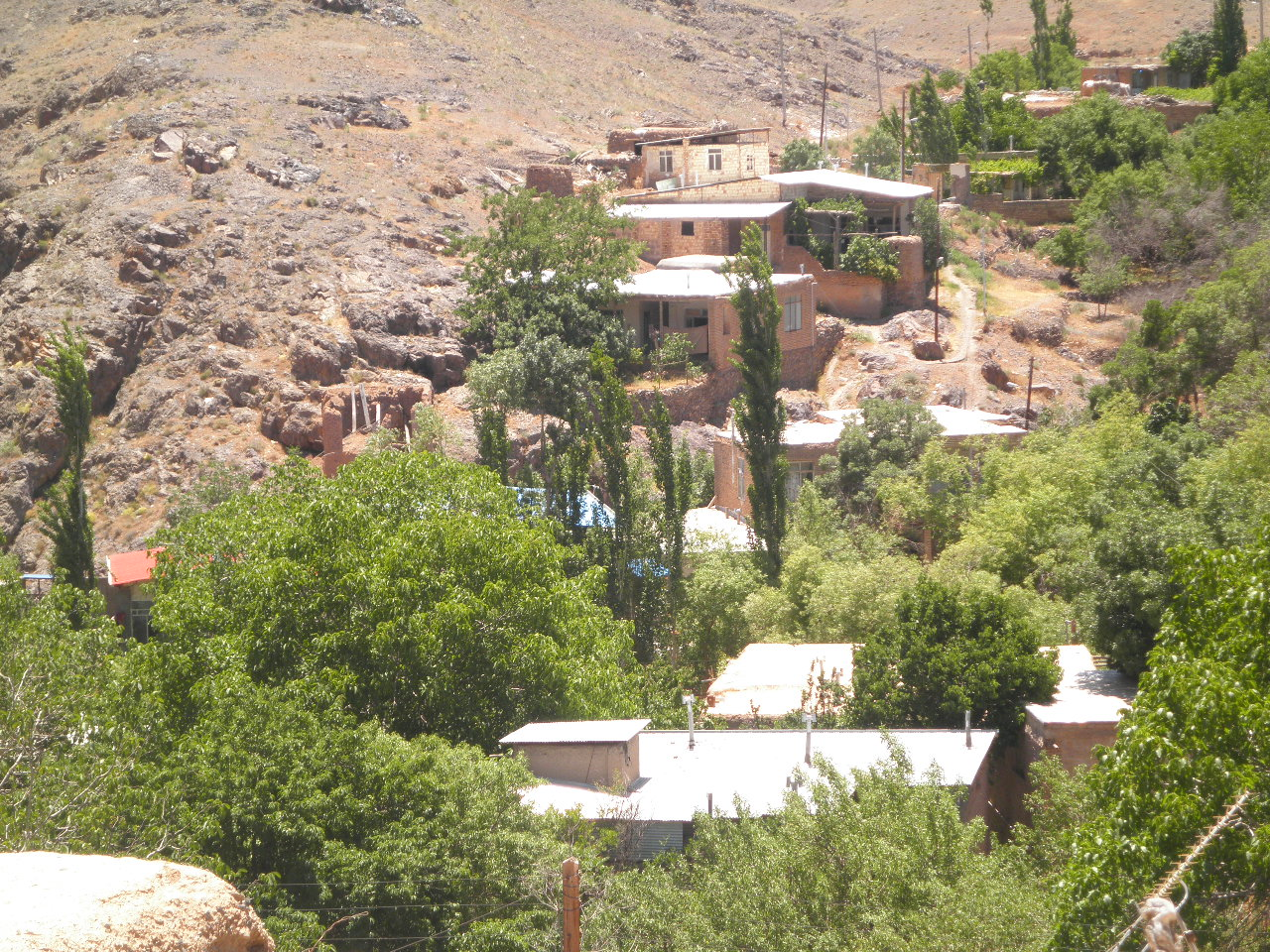
روستای قه

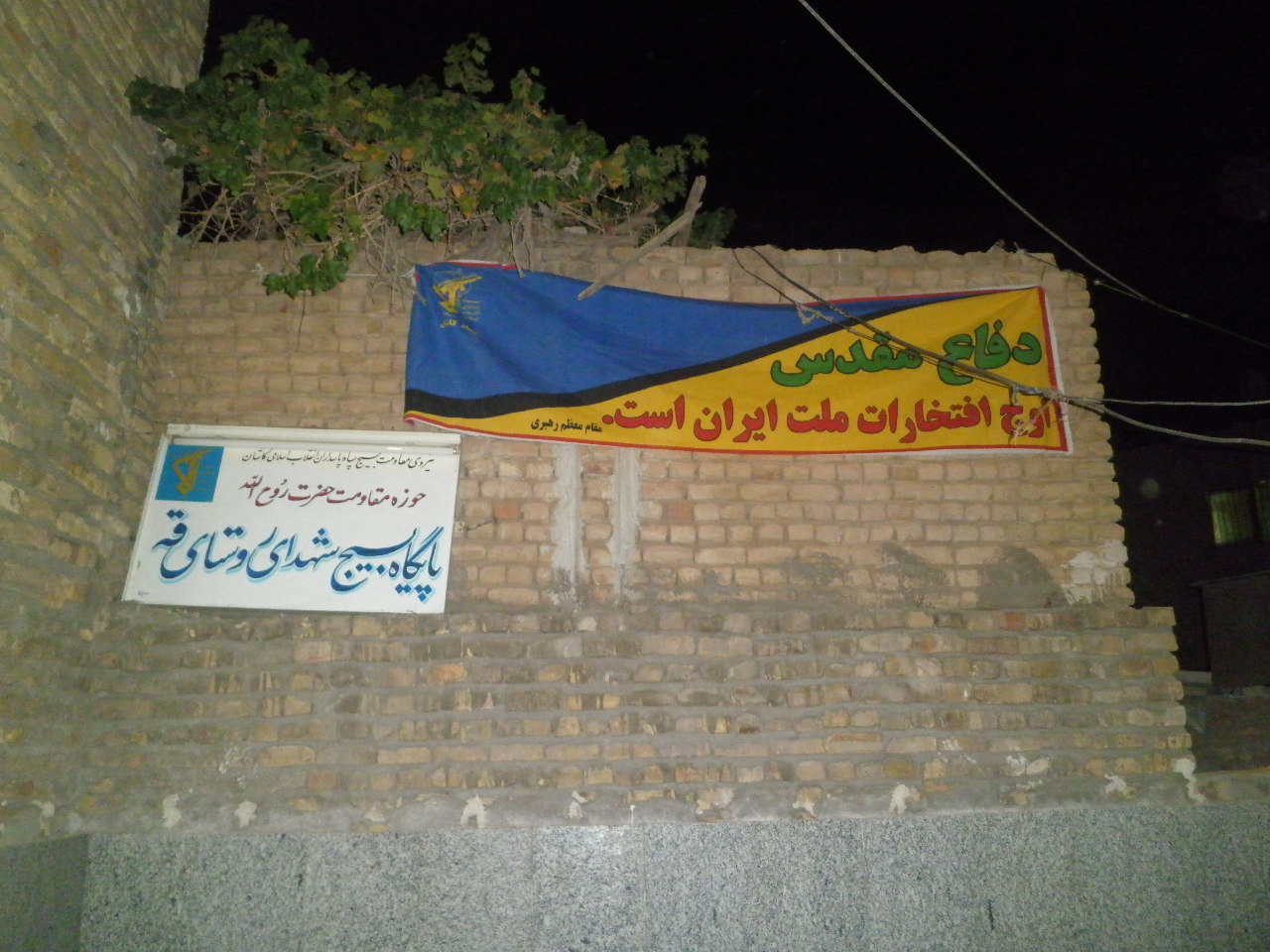
بسیج قه

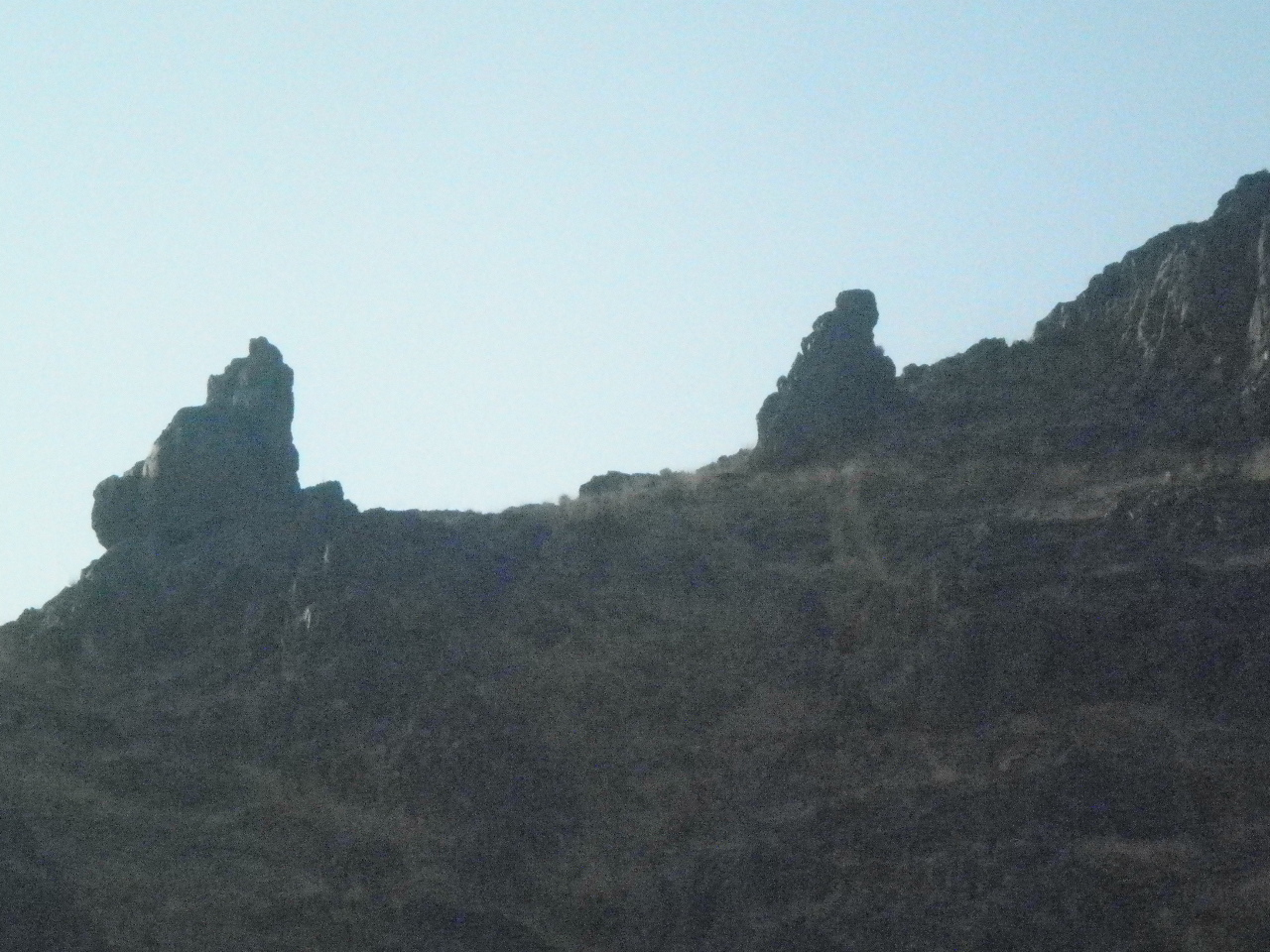
دختران سادات (سنگ شده)

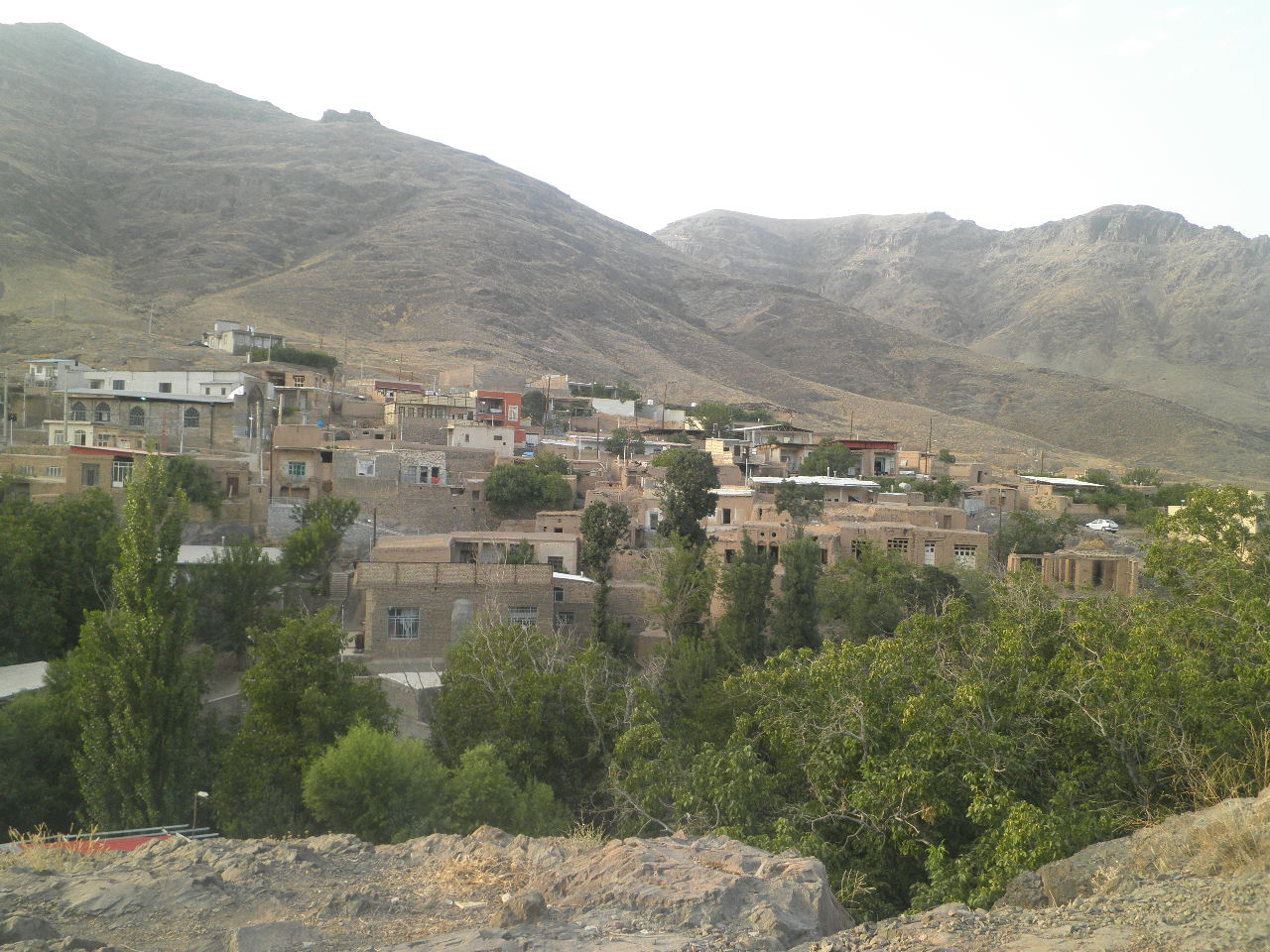
روستای قه

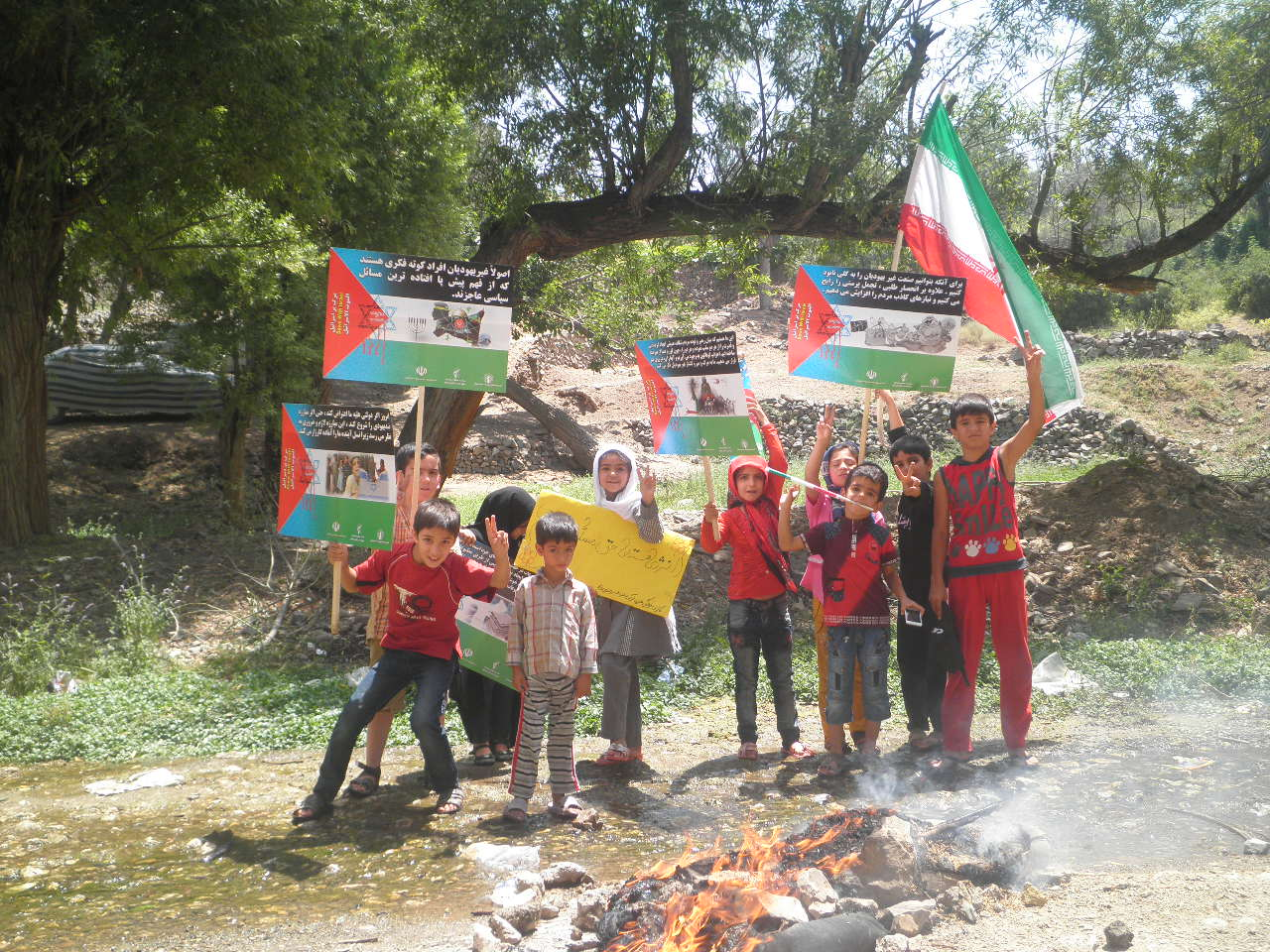
بجه‌های قه

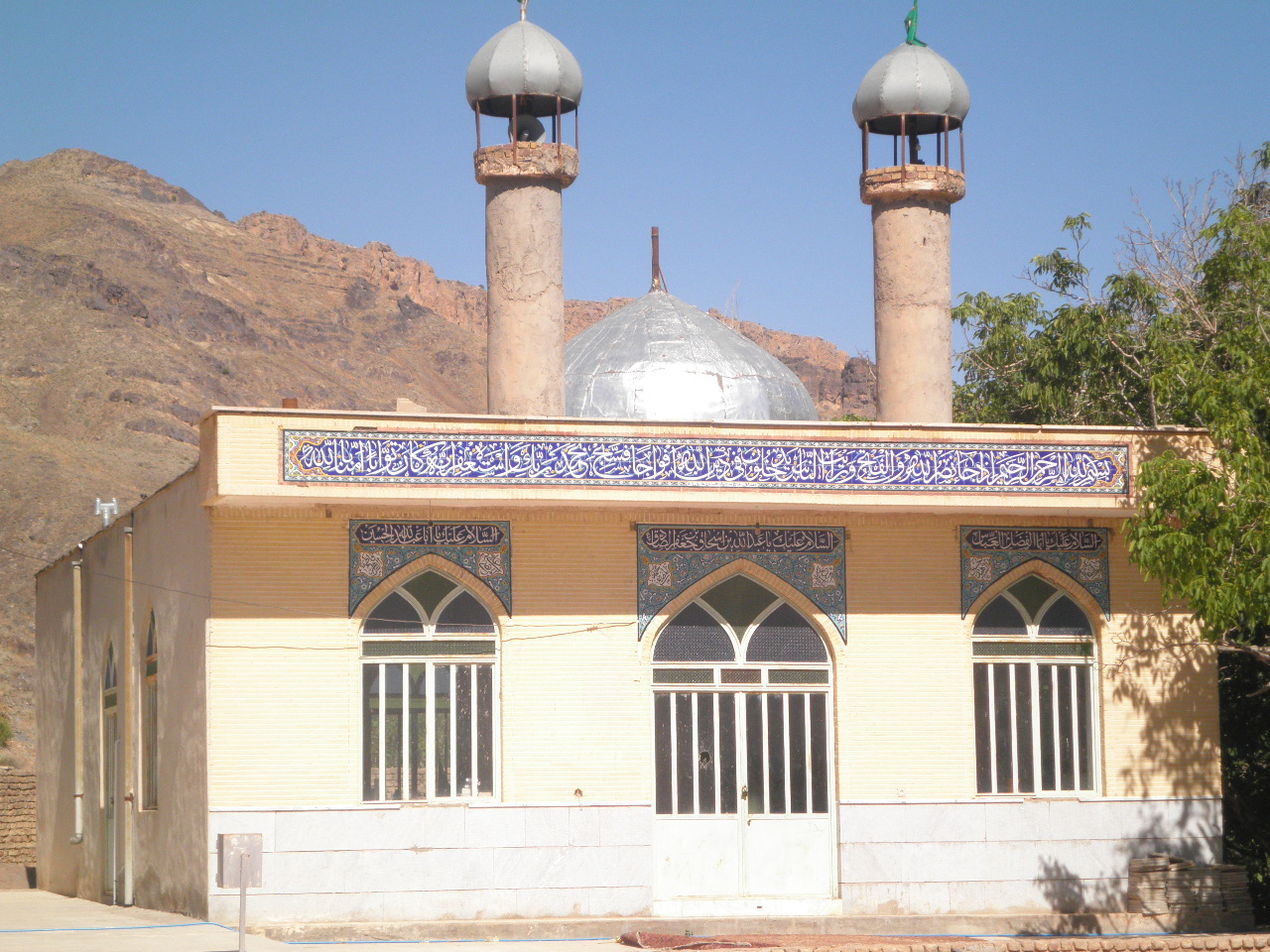
امام زاده عبداله